# Provincia di Milano (Lombardo-Veneto)
La provincia di Milano era una provincia del Regno Lombardo-Veneto, istituita nel 1815 ed esistita dal 1816 al 1859.
Capoluogo era la città di Milano, capitale del Regno.

## Organi
Come tutte le province del Regno, anche Milano era guidata da un Regio Delegato di nomina imperiale, aiutato da un'Imperial Regia Delegazione Provinciale che si occupava dei vari settori dell'amministrazione pubblica. A rappresentare le classi agiate vi era una Congregazione Provinciale nominata dal Governo su proposta della Congregazione Centrale, e composta da quattro nobili e quattro possidenti della provincia, più un borghese del capoluogo e più il Regio Delegato che la presiedeva.

## Storia
La provincia fu creata nel 1816 all'atto della costituzione del Regno Lombardo-Veneto, succedendo alla parte più grande del dipartimento d'Olona di epoca napoleonica, da cui era stata ricavata anche la provincia di Pavia.

### Suddivisione amministrativa all'atto dell'istituzione (1816)
All'atto dell'istituzione, la provincia era divisa in 16 distretti, a loro volta suddivisi in numerosi comuni:
- distretto I di Milano[1]
  - Milano; Corpi Santi; Affori; Bicocca; Bresso; Brusuglio; Bruzzano; Cormano, Crescenzago, Dergano, Gorla, Niguarda, Precentenaro, Precotto, Segnano, Turro
- distretto II di Milano[2]
  - Assago, Assiano, Baggio, Bazzana Sant'Ilario, Bazzanella, Buccinasco, Cesano Boscone, Corsico, Cusago, Grancino, Gudo Gambaredo, Loirano, Lorenteggio, Muggiano, Romano Banco, Ronchetto, Rovido, Seguro, Sella Nova, Settimo, Terzago, Trezzano, Vighignolo
- distretto III di Bollate[3]
  - Arese, Baranzate, Boldinasco, Bollate, Cassina del Pero, Cassina Nuova, Cassina Pertusella, Cassina Triulza, Castellazzo, Cerchiate, Cesate, Figino, Garbagnate, Garegnano Marcido, Lampugnano, Mazzo, Musocco, Novate, Pantanedo, Pinzano, Quarto Cagnino, Quinto Romano, Roserio, Senago, Terrazzano, Trenno, Valera, Vialba, Villapizzone
- distretto IV di Saronno[4]
  - Arluno, Barbajana, Canegrate, Caronno, Casorezzo, Cassina Ferrara, Castellazzo, Cerro con Cantalupo, Cornaredo con San Pietro l'Olmo, Garbatola, Gerenzano, Lainate, Lucernate, Mantegazza, Monzoro, Nerviano, Origgio, Parabiago, Passirana, Pogliano, Pregnana, Rhò, San Giorgio, San Vittore, Saronno con Cassina Colombara, Uboldo, Vanzago
- distretto V di Barlassina[5]
  - Barlassina, Binzago, Birago, Bovisio, Cassina Amata, Cassina di Giorgio Aliprandi, Cassina Savina, Ceriano, Cesano Maderno, Cogliate, Copreno, Desio, Lazzate, Lentate, Limbiate, Masciago, Meda, Misinto, Palazzuolo, Seregno, Seveso, Solaro, Varedo
- distretto VI di Monza[6]
  - Balsamo, Biassono, Cassina de' Gatti, Cinisello, Cologno, Cusano, Dugnano, Incirano, Lissone, Macherio, Moncucco, Monza, Muggiò, Nova, Paderno, Sant'Alessandro, San Damiano, San Giuliano, Sesto San Giovanni, Vedano, Villa San Fiorano, Vimodrone
- distretto VII di Verano[7]
  - Agliate, Albiate, Besana superiore e inferiore, Briosco, Calò, Canonica del Lambro, Capriano, Carate, Cazzano, Colzano, Correzzana, Costa, Giussano, Monte, Paina, Renate, Robbiano, Sovico, Tregasio, Triuggio, Valle, Veduggio, Verano, Vergo, Villa Raverio
- distretto VIII di Vimercate[8]
  - Agrate, Aicurzio, Arcore, Bellusco, Bernareggio, Bernate, Burago, Camparada, Caponago, Carnate, Carugate, Cassina Baraggia, Cavenago, Concorezzo, Lesmo, Mezzago, Omate, Oreno, Ornago, Ronco, Ruginello, Sulbiate Superiore, Sulbiate Inferiore, Usmate, Velate, Villa Nuova, Vimercate
- distretto IX di Gorgonzola[9]
  - Basiano, Bellinzago, Bisentrate, Bornago, Busnago, Bussero, Cambiago, Camporicco, Cassano d'Adda, Cassina de' Pecchi, Cassine di San Pietro, Cernusco Asinario, Colnago, Concesa, Cornate, Gessate, Gorgonzola, Grezzago, Groppello, Inzago, Masate, Pessano, Porto, Pozzo, Pozzuolo, Roncello, Sant'Agata, San Pedrino, Trecella, Trezzano, Trezzo, Vaprio, Vignate
- distretto X di Milano[10]
  - Albignano, Briavacca, Casa Nuova, Cassignanica, Cavajone, Cornegliano, Incugnate, Lambrate, Limito, Linate superiore e inferiore, Liscate, Lucino, Melzo, Mezzate, Novegro, Pantigliate, Peschiera, Pioltello, Premenugo, Redecesio, Rodano, Rovagnasco, San Gregorio Vecchio, Segrate, Settala, Tregarezzo, Trenzanesio, Truccazzano
- distretto XI di Milano[11]
  - Basiglio, Bolgiano, Cassino Scanasio, Chiaravalle, Fizzonasco, Foramagno, Locate, Macconago, Morsenchio, Nosedo Chiaravalle, Opera, Pieve, Pizzabrasa, Poasco, Ponte Sesto, Quinto de' Stampi, Quintosole, Romano Paltano, Rozzano, San Donato, Tolcinasco, Torriggio, Vajano, Vigentino, Zelo Foramagno
- distretto XII di Melegnano[12]
  - Arcagnago, Bustighera, Canobbio, Carpianello, Carpiano, Cerro, Civesio, Colturano, Gavazzo, Mediglia, Melegnano, Mercugnano, Mezzano, Pedriano, Rancate, Riozzo, Robbiano, Santa Brera, San Giuliano, Sesto Ulteriano, Viboldone, Videserto, Vigliano, Vizzolo, Zivido, Zunico
- distretto XIII di Gallarate[13]
  - Albizzate, Arnate, Besnate, Bolladello, Cajello, Cardano, Cassano Magnago, Cassina Verghera, Cedrate, Crenna, Ferno, Gallarate, Jerago, Oggiona con Santo Stefano, Orago con Cavaria, Peveranza, Premezzo, Samarate con Costa, Solbiate
- distretto XIV di Cuggiono Maggiore[14]
  - Arconate, Bienate, Borsano, Buscate, Busto Garolfo, Castano, Cuggiono Maggiore, Cuggiono Minore, Dairago, Furato, Induno, Inveruno, Lonate Pozzolo, Magnago, Malvaglio, Nosate, Robecchetto, Sant'Antonino, Tornavento, Turbigo, Vanzaghello, Villa Cortese
- distretto XV di Busto Arsizio[15]
  - Busto Arsizio, Cairate, Cassina Massina, Castegnate, Castellanza, Cislago, Fagnano con Bergoro, Gorla Maggiore, Gorla Minore, Legnano con Legnanello, Marnate, Nizzolina, Olgiate Olona, Prospiano, Rescalda, Rescaldina con Ravello, Sacconago con Cassina Borghetto, Solbiate Olona
- distretto XVI di Somma[16]
  - Albusciago, Arsago, Caidate, Casale con Bernate, Inarzo e Tordera, Casorate, Castel Novate, Cimbro, Corgeno, Crugnola, Cuvirone, Gola Secca, Menzago, Mezzana, Montonate, Mornago, Oriano con Oneda, Quinzano, San Pancrazio, Sesona, Sesto Calende con Cocquo, Somma con Cassina Coarezza, Sumirago, Vergiate, Villa Dosia, Vinago, Vizzola

### Variazioni amministrative
- 1816
  - Cuggiono Minore aggregata a Cuggiono Maggiore
- 1817
  - Monzoro passa dal distretto IV di Saronno al distretto II di Milano
  - sede del distretto VII trasferita da Verano a Carate (mantenendo la denominazione)
- 1827
  - sede del distretto II trasferita da Milano a Corsico
- 1835
  - sede del distretto X trasferita da Milano a Melzo
- 1841
  - il distretto VII di Verano assume la denominazione di distretto VII di Carate
  - Albignano aggregata a Truccazzano
  - Assiano aggregata a Muggiano
  - Bazzana Sant'Ilario e Bazzanella aggregate ad Assago
  - Bicocca aggregata a Niguarda
  - Camporicco aggregata a Cassina de' Pecchi
  - Canobbio aggregata a Mercugnano
  - Carpianello aggregata a Zivido
  - Casa Nuova aggregata a Lambrate
  - Cassignanica aggregata a Briavacca
  - Cassina Massina aggregata a Cislago
  - Cassine di San Pietro aggregata a Cassano d'Adda
  - Cassino Scanasio aggregata a Rozzano
  - Castellazzo aggregata a Bollate
  - Castellazzo aggregata a Rhò
  - Civesio aggregata a Viboldone
  - Fizzonasco aggregata a Pieve
  - Foramagno aggregata a Zelo Foramagno
  - Gavazzo aggregata a Mercugnano
  - Gudo Gambaredo aggregata a Buccinasco
  - Incugnate aggregata a Truccazzano
  - Lampugnano aggregata a Trenno
  - Linate superiore ed inferiore aggregata a Mezzate
  - Loirano aggregata a Trezzano
  - Lorenteggio aggregata a Corsico
  - Lucino aggregata a Rodano
  - Macconago aggregata a Quintosole
  - Mantegazza aggregata a Vanzago
  - Mezzano aggregata a Pedriano
  - Monzoro aggregata a Cusago
  - Pantanedo aggregata a Mazzo
  - Pizzabrasa aggregata a Pieve
  - Poasco aggregata a Chiaravalle
  - Pratocentenaro aggregata a Segnano
  - Quinto de' Stampi aggregata a Ponte Sesto
  - Rancate aggregata a Viboldone
  - Redecesio aggregata a Novegro
  - Robbiano aggregata a Mediglia
  - Romano Banco aggregata a Buccinasco
  - Romano Paltano aggregata a Basiglio
  - Rovido aggregata a Buccinasco
  - San Giuliano aggregata a Cologno
  - San Gregorio Vecchio aggregata a Lambrate
  - Santa Brera aggregata a Pedriano
  - Sant'Alessandro aggregata a Sesto San Giovanni
  - Seguro aggregata a Settimo
  - Terzago aggregata a Trezzano
  - Tregarezzo aggregata a Novegro
  - Trenzanesio aggregata a Rodano
  - Tolcinasco aggregata a Pieve
  - Torriggio aggregata a Rozzano
  - Valera aggregata ad Arese
  - Vialba aggregata a Musocco
  - Videserto aggregata a Viboldone
  - Vighignolo aggregata a Settimo
  - Vigliano aggregata a Mercugnano
- 1842
  - Bernate aggregata a Velate
  - Canonica del Lambro aggregata a Triuggio
- 1843
  - sede del distretto XI trasferita da Milano a Locate
  - Castellazzo da Rhò a Lucernate
- 1853
  - Malvaglio aggregato a Induno

### La riforma dei distretti del 1853
- distretto I di Milano[1]
  - Milano, Corpi Santi, Affori, Bresso, Brusuglio, Bruzzano, Cormano, Crescenzago, Dergano, Gorla, Niguarda, Precotto, Segnano, Turro
- distretto II di Milano[17]
  - Assago, Baggio, Basiglio, Bolgiano, Briavacca, Buccinasco, Cesano Boscone, Chiaravalle, Corsico, Cusago, Grancino, Lambrate, Limito, Liscate, Locate, Mezzate, Morsenchio, Muggiano, Nosedo Chiaravalle, Novegro, Opera, Pantigliate, Peschiera, Pieve, Pioltello, Ponte Sesto, Premenugo, Quintosole, Rodano, Ronchetto, Rovagnasco, Rozzano, San Donato, Segrate, Sella Nuova, Settala, Settimo, Trezzano, Vaiano, Vigentino, Zelo Foramagno
- distretto III di Bollate[3]
  - Arese, Baranzate, Boldinasco, Bollate, Cassina del Pero, Cassina Nuova, Cassina Triulza, Cerchiate, Cesate, Figino, Garbagnate, Garegnano Marcido, Mazzo, Musocco, Novate, Pinzano, Quarto Cagnino, Quinto Romano, Roserio, Senago, Terrazzano, Trenno, Villapizzone
- IV di Gorgonzola[18]
  - Basiano, Bellinzago, Bisentrate, Bornago, Busnago, Bussero, Cambiago, Cassano d'Adda, Cassina de' Pecchi, Cavaione, Cernusco Asinario, Colnago, Concesa, Cornate, Cornegliano, Gessate, Gorgonzola, Grezzago, Groppello, Inzago, Masate, Melzo, Pessano, Porto, Pozzo, Pozzuolo, Roncello, Sant'Agata, San Pedrino, Trecella, Trezzano, Trezzo, Truccazzano, Vaprio, Vignate
- V di Melegnano[19]
  - Arcagnago, Bustighera, Carpiano, Cerro, Colturano, Mediglia, Melegnano, Mercugnano, Pedriano, Riozzo, San Giuliano, Sesto Ulteriano, Viboldone, Vizzolo, Zivido, Zunico
- VI di Monza
  - Balsamo, Biassono, Cassina de' Gatti, Cinisello, Cologno, Cusano, Dugnano, Incirano, Lissone, Macherio, Moncucco, Monza, Muggiò, Nova, Paderno, San Damiano, Sesto San Giovanni, Vedano, Villa San Fiorano, Vimodrone
- VII di Vimercate
  - Agrate, Aicurzio, Arcore, Bellusco, Bernareggio, Burago, Camparada, Caponago, Carnate, Carugate, Cassina Baraggia, Cavenago, Concorezzo, Lesmo, Mezzago, Omate, Oreno, Ornago, Ronco, Ruginello, Sulbiate Superiore, Sulbiate Inferiore, Usmate, Velate, Villa Nuova, Vimercate
- VIII di Barlassina
  - Barlassina, Binzago, Birago, Bovisio, Cassina Aliprandi, Cassina Amata, Cassina Savina, Ceriano, Cesano Maderno, Cogliate, Copreno, Desio, Lazzate, Lentate, Limbiate, Masciago, Meda, Misinto, Palazzolo, Seregno, Seveso, Solaro, Varedo
- IX di Carate
  - Agliate, Albiate, Besana superiore e inferiore, Briosco, Calò, Capriano, Carate, Cazzano, Colzano, Correzzana, Costa, Giussano, Monte, Paina, Renate, Robbiano, Sovico, Tregasio, Triuggio, Valle, Veduggio, Verano, Vergo, Villa Raverio
- X di Busto Arsizio
  - Busto Arsizio, Cairate, Castegnate, Castellanza, Cislago, Fagnano, Gorla Maggiore, Gorla Minore, Legnano, Marnate, Nizzolina, Olgiate Olona, Prospiano, Rescalda, Rescaldina, Sacconago, Solbiate Olona
- XI di Cuggiono
  - Arconate, Bienate, Borsano, Buscate, Busto Garolfo, Castano, Cuggiono, Dairago, Furato, Induno, Inveruno, Lonate Pozzolo, Magnago, Nosate, Robecchetto, Sant'Antonino, Tornavento, Turbigo, Vanzaghello, Villa Cortese
- XII di Gallarate
  - Albizzate, Arnate, Besnate, Bolladello, Cajello, Cardano, Cassano Magnago, Cassina Verghera, Cedrate, Crenna, Ferno, Gallarate, Jerago, Oggionna, Orago, Peveranza, Premezzo, Samarate, Solbiate sull'Arno
- XIII di Somma
  - Albusciago, Arsago, Caidate, Casale, Casorate, Castel Novate, Cimbro, Corgeno, Crugnola, Cuvirone, Gola Secca, Menzago, Mezzana, Montonate, Mornago, Oriano, Quinzano, San Pancrazio, Sesona, Sesto Calende, Somma, Sumirago, Vergiate, Villa Dosia, Vinago, Vizzola
- XIV di Saronno
  - Arluno, Barbajana, Canegrate, Caronno, Casorezzo, Cassina Ferrara, Cassina Pertusella, Cerro, Cornaredo, Garbatola, Gerenzano, Lainate, Lucernate, Nerviano, Origgio, Parabiago, Passirana, Pogliano, Pregnana, Rhò, San Giorgio, San Vittore, Saronno, Uboldo, Vanzago

### Passaggio al Regno di Sardegna (1859)
Nel 1859, in seguito alla seconda guerra d'indipendenza, la Pace di Zurigo dispose l'annessione della Lombardia (esclusa Mantova e gran parte della sua provincia) al Regno di Sardegna.
Il governo sardo emanò il Decreto Rattazzi, che ridisegnava la suddivisione amministrativa del regno. La provincia di Milano fu notevolmente ampliata, comprendendo la zona di Abbiategrasso e Magenta (già appartenuta alla provincia di Pavia) e tutto il territorio lodigiano, ottenuto dallo smembramento della provincia di Lodi e Crema.
Il territorio appartenente all'antica provincia lombardo-veneta di Milano corrisponde alla attuale provincia omonima, a quella di Monza e della Brianza, e a parte della Provincia di Varese.